# モツパトゥル
モツパトゥル（原題: Motu Patlu）は、インドのテレビアニメで、Maya Digital Studiosが制作し、ニコロデオンで放送された。

## 登場人物
モツ
声: サウラフ・チャクラボルティ
インドのフルフリナガールに住んでいる。
パトゥル
声: サウラフ・チャクラボルティ
インドのフルフリナガールに住んでいる。